# Волк (пищаль)

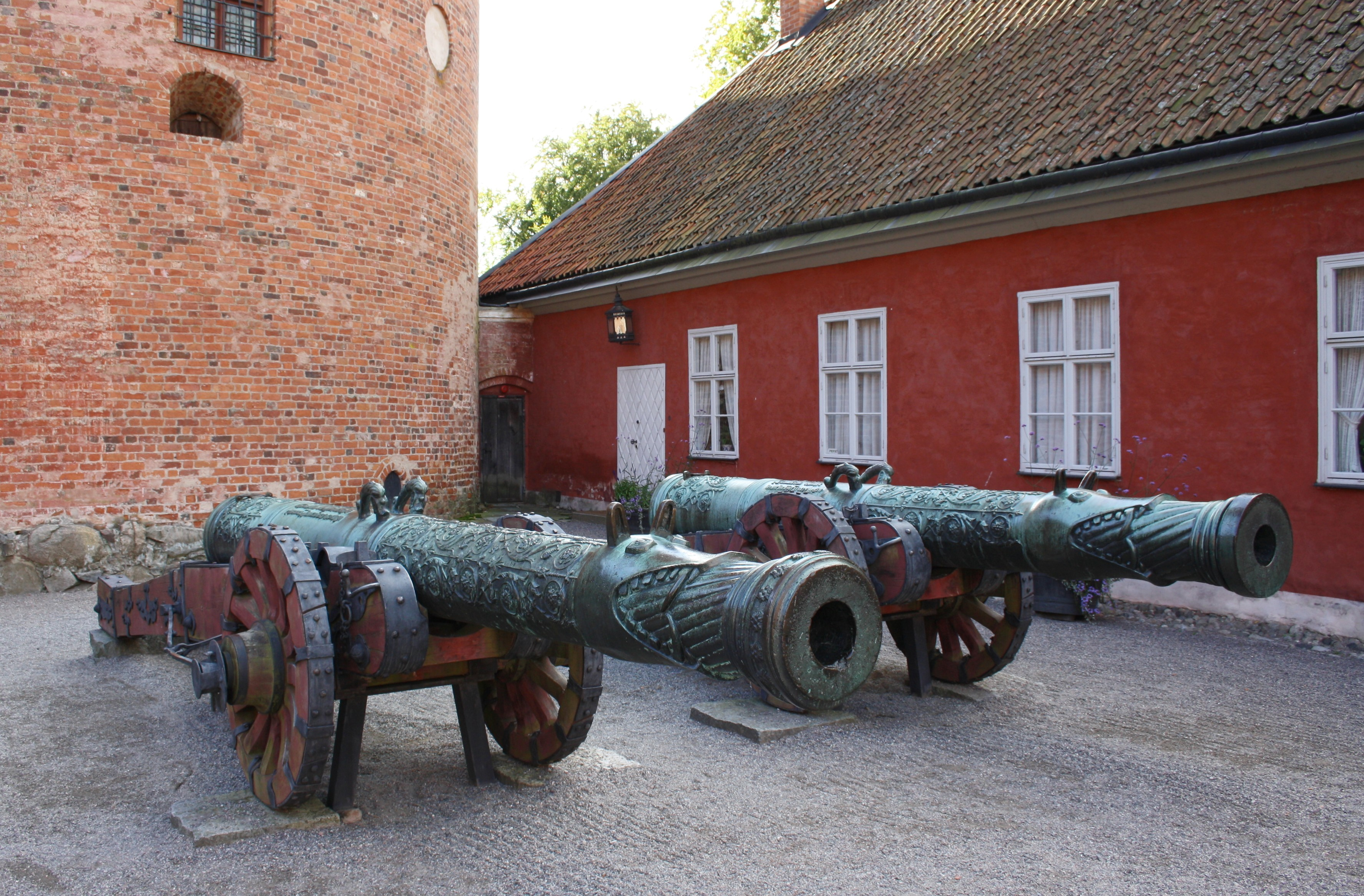
Пищали на дворе замка Грипсхольм.

«Волк» — именное название нескольких пищалей русского литья.
Известны три именные пищали «Волк», отлитые в 1577, 1579 и 1627 годах мастером-литейщиком Андреем Чоховым, и пушка 1670 года работы Якова Дубины. Пищали «Волк» относились к достаточно мощным орудиям того времени, использовались при осаде в качестве стенобитных орудий и входили в древний стенобитный наряд, то есть осадную артиллерию.

## «Волк» работы Андрея Чохова

### Первый «Волк»
Изготовлена к 1577 году на московском пушечном дворе. Калибр 40 фунтов, длина ствола 7 аршин. В настоящее время хранится в замке Грипсхольм.
В казенной части пищаль имеет кириллическую надпись, с правой стороны «Божею милостью Иван царь и великий государь всея Руси», с левой «Пищаль Волк делана в лета 7085 делал Ондрей Чохов». Ствол оформлен растительным орнаментом, дульная часть ствола выполнена в виде пасти волка, из которой торчит жерло. Первый «Волк» Чохова принял участие в Ливонском походе Ивана Грозного 1579 года против шведско-польско-литовские войска. Использовался с 15 по 20 октября 1578 года в шестидневной осаде Вендена, в ходе которой удалось разрушить часть крепостной стены.
«Волк» поражал своими размерами современников, о чём писали практически все западноевропейские известия.
Как отмечал Пауль Одерборн, «Московиты имели очень сильную пушку под именем „Волк“, которая была установлена впереди (an die Spisse) их лагеря и выстреливала огромные ядра в сторону Вендена». Но пришедшие на помощь Вендену подкрепления — литовский отряд под командованием Андрея Сапеги и Матвея Дембинского численностью до 2000 человек, ливонский и шведский отряды Николая Корфа и Юргена Нильссона Бойе (три эскадрона рейтар и три роты пехотинцев — до 800 человек) — сумели переправиться через реку Аа (Говья) до того, как русские приготовились атаковать. Попытка последних сбросить врага в реку не увенчались успехом. Тяжёлая артиллерия, используемая при осаде Вендена, была малопригодна в полевом бою, что сказалось на исходе боя. После поражения русских, согласно Moscouische Niderlag ynd Belegerung der Statt Wenden 1579 года, «знатнейшего Московского воеводу повесили на самой большой пушке, называемой Волком». На пушках были убиты командир пушкарей князь Иван Облоцкий, наместник Обдорский, рядовые артиллеристы, которых изрубили или повесили на орудиях. А Р. Гейденштейн сообщает, что, исчерпав средства к сопротивлению и не желая сдаваться, русские повесились на своих орудиях. В ходе боя было захвачено 20 орудий, включая «Волка». После боя трофеи поделили между победителями, и самая большая пищаль «Волк» с несколькими орудиями были переданы шведам, о чём свидетельствуют рижские акты 1578 года. Доставшийся шведам «Волк» был переправлен в Динамюнде, а затем в Грипсхольм.
Потеряв наряд (артиллерию), Иван Грозный, по свидетельству Рейнгольда Гейденштейна, «тотчас приказал вылить другие с теми же названиями и знаками и при том ещё в большем против прежнего количестве. Для поддержания должного представления о своем могуществе, он считал нужным показать, что судьба не может взять у него ничего такого, чего бы он при своих средствах не мог в короткое время выполнить ещё с знатным прибавлением».

### Второй «Волк»
В 1579 году по приказу царя взамен утраченного Чохов отлил второго «Волка». Калибр 40 фунтов, длина 7 аршин 12 вершков с похожим декором. В казённой части пищаль имеет кириллическую надпись: «Божею милостию повелением государя царя и великого князя Ивана Васильевича всея Руси», «Сделана сия пищаль Волк в лета 7087 делал Ондреи Чохов». В 1579—1581 годах пищаль находилась на театре военных действий в Ливонии, в 1581 году в Ивангороде захвачена шведскими войсками Понтуса Делагарди. По соглашению шведы должны были его вернуть, но не вернули. В настоящее время хранится в замке Грипсхольм.

### Третий «Волк»
Отлита Чоховым в 1627 году. Не сохранилась (утрачена в 1703—1730 годах). Имела кириллическую надпись «Божею милостью повелением благоверного и христолюбивого великого государя, царя и великого князя Михаила Федоровича всея Великия Руси зделана сия пищаль Волк лета 7135 пушечной мастер Ондреи Чехов». Пищаль была снабжена запальным отверстием в прямоугольной раковине с крышкой. В 1633 году орудие в составе осадного отряда М. Б. Шеина перевезено под осажденный Смоленск. После капитуляции попало в руки поляков. В договоре Шеина с Владиславом IV среди прочих упоминается пищаль «Волк»: «Пищаль Волк, ядро пуд, в устье у шеи раздуло». В 1649 году упоминается среди трофейных орудий варшавского арсенала, указан калибр 54 фунта. Перевезена в Эльбинг, где находилось до взятия города шведами в 1703 году. Переплавлена шведами в 1730 году.

## «Волк» работы Ивана Москвитина
В описи артиллерии Смоленской крепости пушкарского головы Прохора Шубина содержится информация о пищали отлитой в 1609 году на Вологодском пушечном дворе в царствование Василия IV Шуйского:
Пищаль медная Русского литья, в станку на колесах, ядром гривенка, длина 2 аршина 5 вершков. На ней подпись: «лита семь тысяч сто седьмагонадесять слита пищаль при благоверном царе и великом князе Василие Ивановиче; всея Руси, на Вологде, лил Иван Москвитин». Подле письма вылит в кругу зверь с крылами, подле зверя и к дулу травы. На ней же уши, у дула глава звериная; у дула ж подпись Русским письмом: «Волк». Весу 8 пуд. К ней 100 ядер.

## «Волк» работы Харитона Иванова
В 1644 году мастер-литейщик Харитон Иванов отлил пищаль «Волк».